# Ludgate Hill

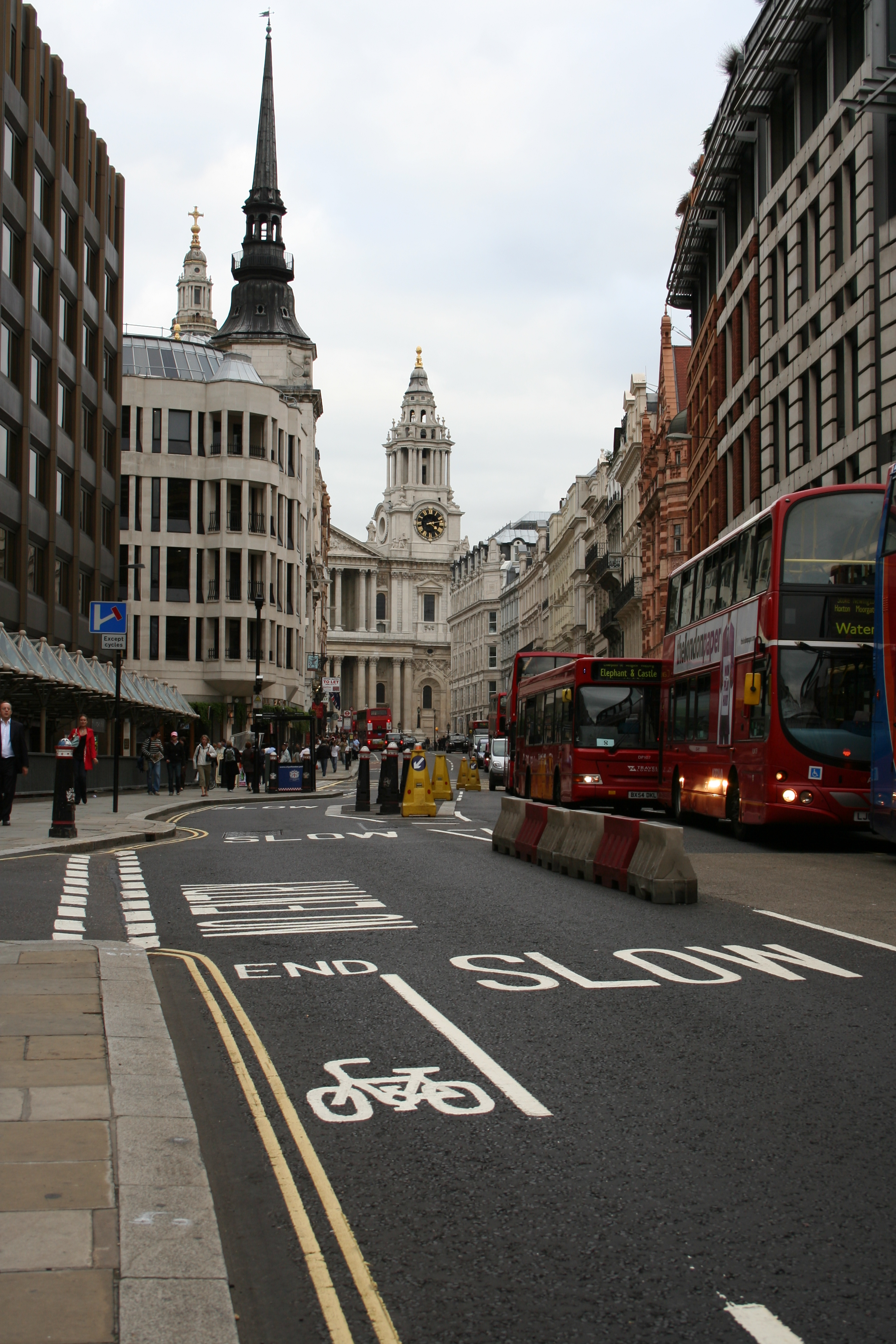
Ludgate Hill

Ludgate Hill é uma colina situada na City de Londres, próxima da antiga Ludgate, uma porta de acesso à City que foi demolida, com a cadeia que lhe ficava anexa, em 1780. Ludgate Hill é o sítio da Catedral de São Paulo, de onde tradicionalmente se diz ter sido um templo romano da deusa Diana. É uma das três colinas antigas de Londres, sendo as outras Tower Hill e Cornhill.
Ludgate Hill também é o nome de uma rua que vai de St. Paul's Churchyard a Ludgate Circus (construída em 1864), e lá passa a ser a Fleet Street. Anteriormente, era uma rua muito mais estreita denominada Ludgate Street.
O lendário rei Ludd é o suposto fundador do povoado de Caer-Ludd, que deu origem à City de Londres, no século I a.C.. O nome deriva de Ludd-deen ou Vale de Ludd. São Paulo fica situada no alto de Ludgate Hill em Londres, o assentamento original de Ludd. Abaixo dali havia o portão romano de Ludd, o Ludgate.
Muitas vielas em Ludgate Hill foram obliteradas no início da década de 1870 para abrir espaço para a Ludgate Hill Station, entre Water Lane e New Bridge Street, uma estação da London, Chatham and Dover Railway. Ela foi demolida em 1990 e substituída por uma estação ferroviária City Thameslink.
Há uma placa comemorativa próxima ao sopé da colina, ostentando as seguintes palavras "In a house near this site was published in 1702 The Daily Courant first London daily newspaper" ("numa casa próxima daqui foi publicado em 1702 The Daily Courant, primeiro jornal diário de Londres").
A meio caminho do topo de Ludgate Hill situa-se a igreja de St Martin.